# Élie Blanchard
Joseph Élie Blanchard (født 3. august 1881 i Montreal, død 12. december 1941 smst) var en canadisk lacrossespiller, som deltog OL 1904 i St. Louis.
Blanchard blev olympisk mester i lacrosse under OL 1904. Han var med på det canadiske lacrossehold Shamrock Lacrosse Team, som vandt konkurrencen i lacrosse. Fire hold var meldt til turneringen, to canadiske og to amerikanske, men det amerikanske hold fra Brooklyn Crescents blev udelukket, da de havde betalte spillere på holdet. Shamrock-holdet gik direkte i finalen, hvor de mødte det amerikanske hold fra St. Louis Amateur Athletic Association. Shamrock vandt kampen klart med 8-2.